# Künstliches Korallenriff

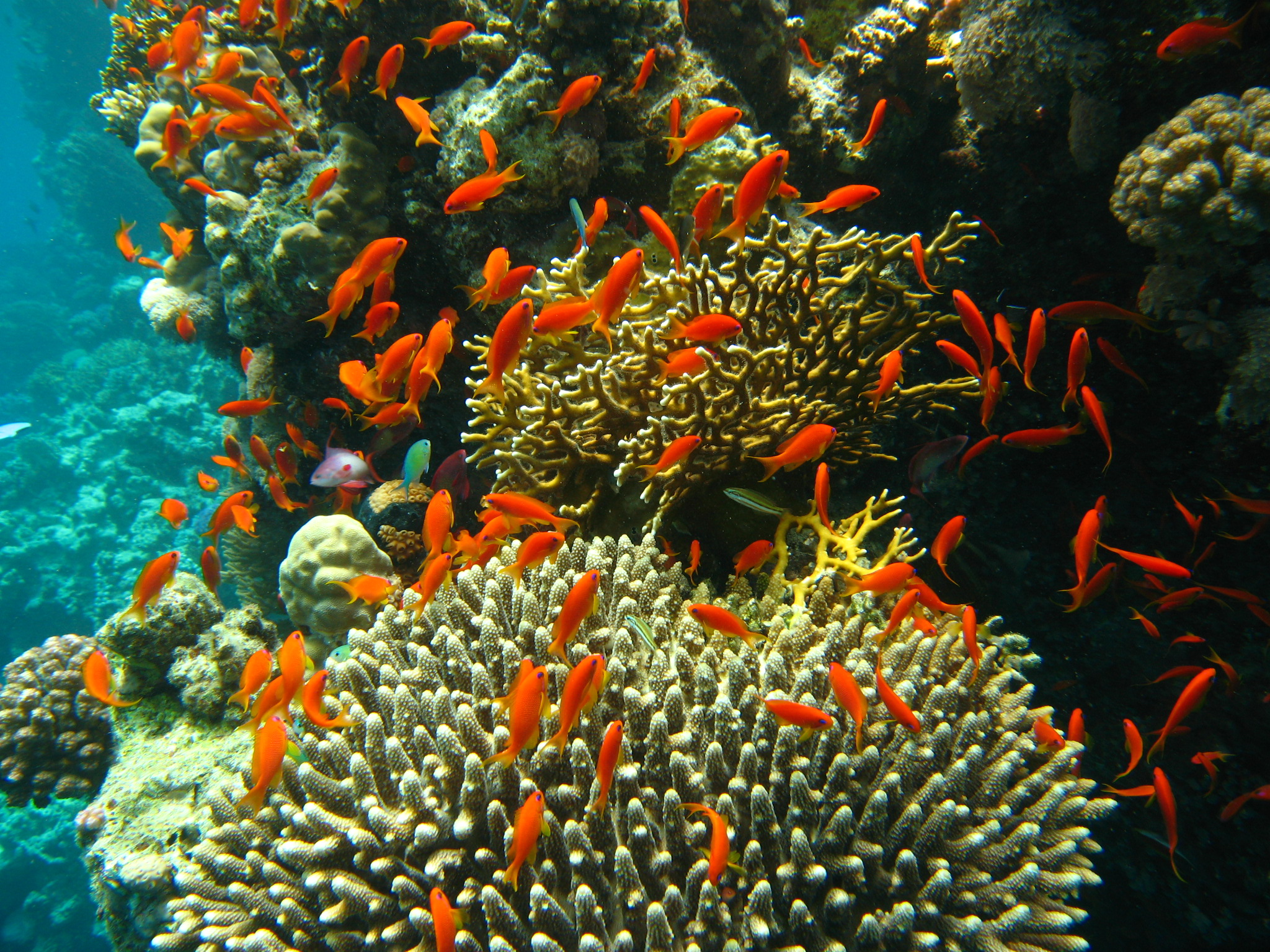
Korallenriff im Roten Meer

Künstliche Korallenriffe sind vom Menschen mit technischen Mitteln hergestellte oder wiederhergestellte Korallenriffe. Die verwendeten Techniken ermöglichen sowohl die Neuanlage als auch die Wiederherstellung beschädigter Korallenriffe, die als Attraktion für Taucher und Schnorchler dienen können.
Schon in den frühen Stadien dieser Projekte zeigten sich teilweise erstaunliche Ergebnisse im Wachstum der Korallen und der Fischpopulation.

## Nutzen

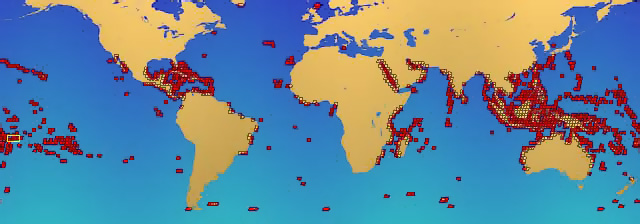
Korallenvorkommen in den Weltmeeren

Wenn natürliche Korallenriffe sterben, verschwinden auch die Fischbestände. Die Strände und Küsten sind der Wucht der Brandung schutzlos ausgeliefert und erodieren. Nicht mehr geschützt von ihren natürlichen Wellenbrechern, verlieren einige Küstenabschnitte riesige Flächen und viele Menschen ihre Lebensgrundlage (siehe auch Küstenschutz).
Untersuchungen zeigen, dass die Quantität von Populationen in künstlichen Riffen etwa vergleichbar ist mit der natürlicher Riffe. Die Artenvielfalt ist gegenüber natürlichen Formationen in den ersten Jahren des Aufbaus geringer und gleicht sich mit zunehmendem Alter an.
Für den Ökotourismus und die Hotels auf den Malediven, in Indonesien und Panama sind künstliche Riffe eine große Attraktion. Hotels werben bereits mit deren Existenz und der Tatsache, dass die Touristen direkt vor ihrer Haustür tauchen und dabei die Vielfalt des Meeres beobachten können.
Während der Korallenbleiche 1998 überlebten auf den Malediven weniger als 5 % der Korallen. Auf den künstlichen Riffen der Global Coral Reef Alliance überlebten dagegen mehr als 80 % der Korallen. Schon kurz nach der Meereserwärmung erholten sie sich wieder vollständig und kolonisierten erneut die umliegenden natürlichen Lebensräume.

## Verbreitung
Neu aufgebaute Riffe gibt es inzwischen unter anderem auf den Malediven, Pemuteran und Tulamben auf Bali, den Seychellen, in Thailand, Indonesien, Israel, Indien, Papua-Neuguinea, Mexiko und in Panama.
Im Atlantik vor Miami entsteht derzeit das Neptune Memorial Reef in rund 12 Meter Wassertiefe. Seit November 2007 finden dort Beisetzungen Verstorbener statt. Die Neptune Society will dort das größte künstliche Riff der Welt entstehen lassen. Dieser Unterwasserfriedhof zieht bereits jetzt mit seinen künstlichen Strukturen Fische und Hobbytaucher an und soll die letzte Ruhestätte für 125.000 Menschen werden.
Ebenfalls vor der Küste Floridas, im Golf von Mexiko, ca. 41 km südlich von Pensacola, wurde im Mai 2006 der ausgemusterte Flugzeugträger USS Oriskany zum Zwecke künstlicher Riffbildung versenkt. Er gilt als das größte künstliche Riff der Welt und trägt den Namen Great Carrier Reef, in Anlehnung an das australische Great Barrier Reef. Des Weiteren dient das Wrack der Cayman Salvage Master als Riff.

## Geschichte

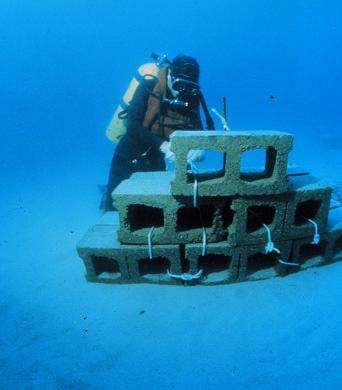
Anfänge künstlicher Korallenriffe. Ein Versuch mit Hohlblocksteinen

Das künstliche Riff ist keine neue Erfindung. Die erste belegte Überlieferung stammt aus Madagaskar. Dort banden die Einheimischen zufällig abgebrochene Korallenstücke mit Pflanzenfasern an den Felsen fest und sorgten so dafür, dass sie wieder fest anwachsen. Ihnen war der Wert der Korallen für das maritime Leben durchaus bewusst.
Andere Berichte stammen aus Polynesien. Dort bauten die Menschen Fischfallen aus Steinen. Bei Flut schwammen die Fische in die Falle hinein. Lief das Wasser mit der Ebbe ab, konnten die Fische nicht wieder hinaus und wurden im flachen Wasser gefangen. Mit der Zeit siedelten Korallen auf den Steinen der Fischfalle und bildeten einen sicheren Unterschlupf für die Jungfische. Je mehr Korallen sich an den Steinen dieser Fallen ansiedelten, desto effektiver war der Schutz für die Fischbrut.
An versenkten Schiffen und Betonkonstruktionen siedeln sich im Vergleich zu durch Pflege- und Aufbaumaßnahmen unterstützten Konstruktionen nur wenige Korallen und andere Meeresbewohner an: Den Korallen fehlt auf diesen Objekten zunächst der Kalksteinuntergrund, auf dem sie siedeln können.
Das Osborne-Riff vor der Ostküste der USA erwies sich für die Neuansiedlung von Korallen als Fehlschlag.
Vor der Küste von Eilat wurde im April 2007 das vier Quadratmeter große Tamar-Riff zu Wasser gelassen. Noch im selben Jahr wurden verschiedene Korallen auf diesem Beton-Riff angepflanzt. Dafür bohrten Taucher Löcher in den Beton und klebten die auf einem Plastikstiel angezüchteten Korallen in diese Löcher. Bis heute hat man rund 600 Korallen auf den Betonklotz geklebt.
Die Transplantation der Korallen ist kostenintensiv, langwierig und sehr aufwendig. Die Zahl der Fischarten ist in diesem künstlichen Riff sogar höher als in einem gleich großen natürlichen Riff.

## Beispiel: Biorock-Verfahren
Die Biorock-Technologie wurde von dem Architekten Wolf Hilbertz und dem Wissenschaftler Tom Goreau erfunden. Das patentierte Verfahren erhöht die Wachstumsrate von Korallen weit über den normalen Wert hinaus. Mit der zusätzlichen Energie kann eine Riffgemeinschaft selbst unter solchen Bedingungen überleben, die sonst ihren Tod bedeuten würde. Gleichzeitig ziehen diese künstlichen Strukturen eine große Menge Fische an und dienen als Wellenbrecher. Während Betonstrukturen wie der Riffball ohne Kalkanlagerung auskommen müssen, wachsen die künstlichen Riffe mit der Biorock-Technologie immer weiter. Sie werden von Jahr zu Jahr stärker und haltbarer.
Die künstlichen Rifffundamente bestehen zum großen Teil aus gewöhnlichem Baustahl oder einem Drahtgeflecht. Das Material wird zusammengeschweißt, ist billig und überall verfügbar. Die Stärke der Streben beträgt etwa einen Zentimeter, während die Abstände zwischen den Streben 10 bis 20 Zentimeter betragen. Am Meeresboden werden die Konstruktionen verankert. Die Formenvielfalt ist der Natur abgeschaut. Es gibt bisher Kuppeln, Blumen, Trichter, Pyramiden, Schnecken und viele weitere Formen in allen Größen. Die Konstruktionen werden mit einem isolierten Kupferdraht verbunden, durch den Gleichstrom geleitet wird. Als Spannungsquellen können neben dem normalen Stromnetz auch Autobatterien, Windgeneratoren, Sonnenkollektoren oder Generatoren verwendet werden.
Während die Stahlkonstruktion als Kathode verwendet wird, muss die Anode aus einem nichtrostenden Material gefertigt sein. Die geringe elektrische Spannung ist völlig unbedenklich für Schwimmer oder das maritime Leben.
Der Gleichstrom bewirkt einen mineralischen Niederschlag vom Meerwasser auf das Metall. Das Ergebnis ist ein Verbund aus Metall und Kalkstein mit einer betonähnlichen Festigkeit. Das Material ist in seiner Zusammensetzung (Calciumcarbonat und Magnesiumhydroxid) dem der natürlichen Korallenriffe sehr ähnlich.
Durch die elektrolytische Reaktion werden hauptsächlich gelöste mineralische Salze aus dem Meerwasser niedergeschlagen. Hauptsächlich lagert sich auf der Stahlkonstruktion Calciumcarbonat und Magnesiumhydroxid ab. Umgangssprachlich nennt man diese Ablagerung Kalkstein.
Diese Schicht umhüllt die gesamte Stahlkonstruktion und wächst pro Jahr etwa um 1 bis 3 cm, abhängig von der dem künstlichen Riff zugeführten elektrischen Energie. Je größer die Konstruktion, desto mehr Strom benötigt sie. Steht genug Energie zur Verfügung, könnte man sogar ein riesiges Schiffswrack in Kalkstein einhüllen und die Korallen damit zum Wachstum anregen.
Zur Initiierung der Korallenbesiedlung werden meist abgebrochene Korallenstücke auf den Stahl transplantiert.
Je mehr Korallenstücke auf der Konstruktion angebracht werden, desto schneller wächst die maritime Bevölkerung des neuen Riffs. Für eine rasche Besiedlung ist anfangs eine intensive Fortsetzung der Transplantationen notwendig. Die unteren Teile der Konstruktionen brauchen dabei mehr Korallen als die oberen Teile. Die Korallen und ihr Wachstum müssen regelmäßig überwacht werden.
Für ein künstliches Riff werden keine Teile aus einem gesunden Riff entnommen; wenn jedoch Riffe durch unachtsame Taucher, Bootsanker, Stürme oder ähnliches beschädigt wurden, werden die Stücke aufgesammelt und auf der Stahlkonstruktion mit einem Kabelbinder oder Draht verankert. Auf der Stahlkonstruktion wachsen die Korallenbruchstücke innerhalb weniger Wochen fest mit dem Untergrund zusammen und in seiner Umgebung finden sich zahlreiche Fische.

## Wachstum, Pflege und Schutz

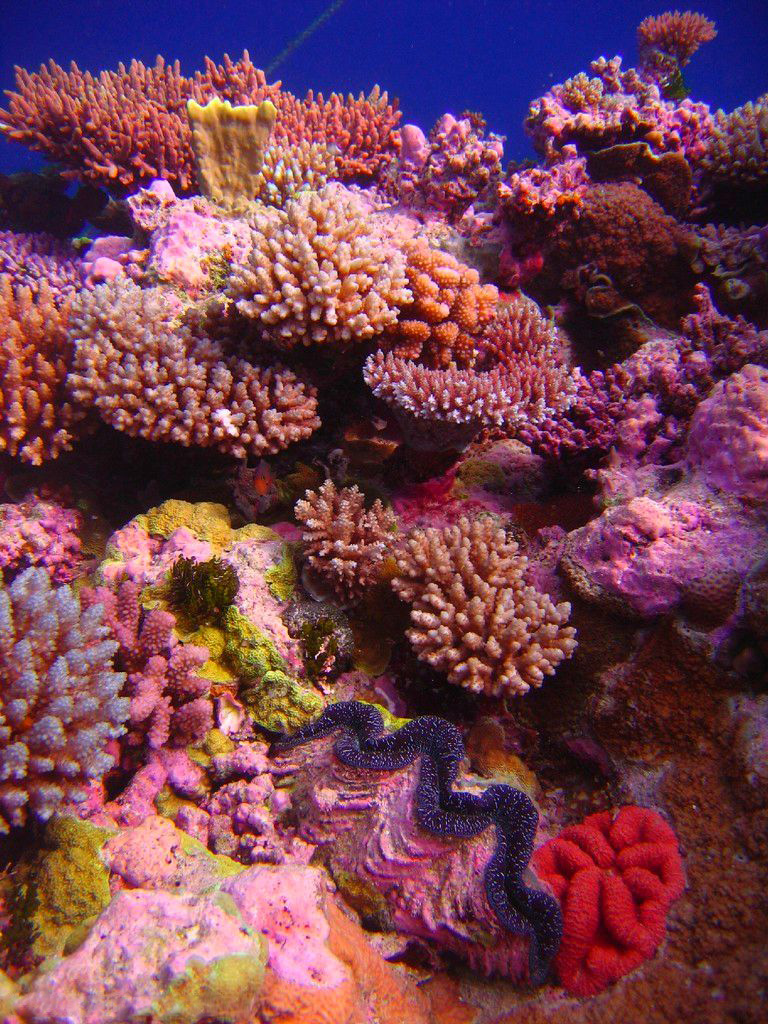
Korallenriff vor Australien

Korallenlarven siedeln gern auf sauberem Kalk, denn Mineralakkretion ist genau das, was sie suchen. Das Ergebnis ist eine sehr hohe Besiedlungsdichte mit natürlichen Korallen. Das künstliche Riff zieht das Leben an, ähnlich wie eine Oase in der Wüste. Nach einiger Zeit sind alle Arten zu beobachten, die auch auf natürlichen Riffen vorkommen. Es ist keine Art bekannt, die mit dem Leben auf der künstlichen Form nicht zurechtkommt.
Stattdessen gibt es einige Organismen auf dem neu entstandenen Kalksteinskelett, die den Korallen den Lebensraum streitig machen. Zu diesen zählen Muscheln, Seepocken, Algen, Schwämme und einige weitere Arten. Sie müssen von Zeit zu Zeit entfernt werden, bis sich genügend Korallen angesiedelt haben.
Je länger ein Projekt läuft, desto mehr Korallen lassen sich auf der Konstruktion nieder. Schaltet man nach einiger Zeit den Strom ab, lebt das künstliche Riff auch ohne die externe Energiezufuhr weiter. Es wächst dann nur sehr viel langsamer.
Künstliche Riffe werden in Tiefen von 5 bis 25 Metern gebaut. In dieser Tiefe wachsen die Korallen am besten, da es hell genug ist und sie die Boote der Touristen und Fischer nicht behindern.